# Misteri (album)
Misteri è un album in studio di Cesare Bonizzi (noto anche come Fratello Metallo).
Questo album è stato presentato anche al Gods of Metal 2008 a Bologna il 27 giugno, contiene canzoni del calibro di Venere dove Fratello Metallo preannuncia nel testo della canzone molti dei contenuti dell'album (inoltre questa traccia ha anche uno scopo autocelebrativo, dato che specifica che Frate Rock parla in lingua italiana e che tramite essa parlerà dei "misteri metallici"), la canzone Bacco parla dell'alcool e del male che esso provoca e il brano Amore metallico.

## Tracce
1. Volete Metallo?!
2. Venere
3. Fiducia
4. Vita
5. Uomo
6. Bacco
7. Tabacco
8. Dio
9. Amore metallico
10. Maria maiestatis
11. Misteri

## Formazione
Oltre a frate Cesare Bonizzi che canta, fanno parte della band anche Andrea Rossi e Fabio Balestrieri alla chitarra, Andrea “Zingro” Zingrillo alla batteria.